# Bajorko (jezioro na Pojezierzu Dobrzyńskim)
Bajorko – jezioro w woj. kujawsko-pomorskim, w powiecie brodnickim, w gminie Bartniczka, leżące na terenie Pojezierza Dobrzyńskiego.

## Dane morfometryczne
Powierzchnia zwierciadła wody wynosi 2,0 ha